# Brittenburg

Brittenburg est le premier castellum et vicus romain de la défense des limes du Vieux Rhin de Germanie inférieure au bord de la mer du Nord, dans le territoire du peuple des Frisons.

## Histoire
Après les violentes tempêtes des années 1520, 1552 et 1562 les vestiges d'un castellum romain apparaissent sur les plages de Katwijk aan Zee et de Noordwijk aan Zee.
La première citation de ce castellum est publiée par Abraham Ortelius en 1514 dans la Gesta Danorum écrite aux environs de 1185 par l'historien danois Saxo Grammaticus (circa 1150-1220). Il est cité ensuite dans un poème de William de Hildegaersberch en 1401. 
Vers 1520, on retrouve des pièces et des pierres taillées qui permettent aux savants de dater le bâtiment de l'époque romaine jusqu'à l'an 270.

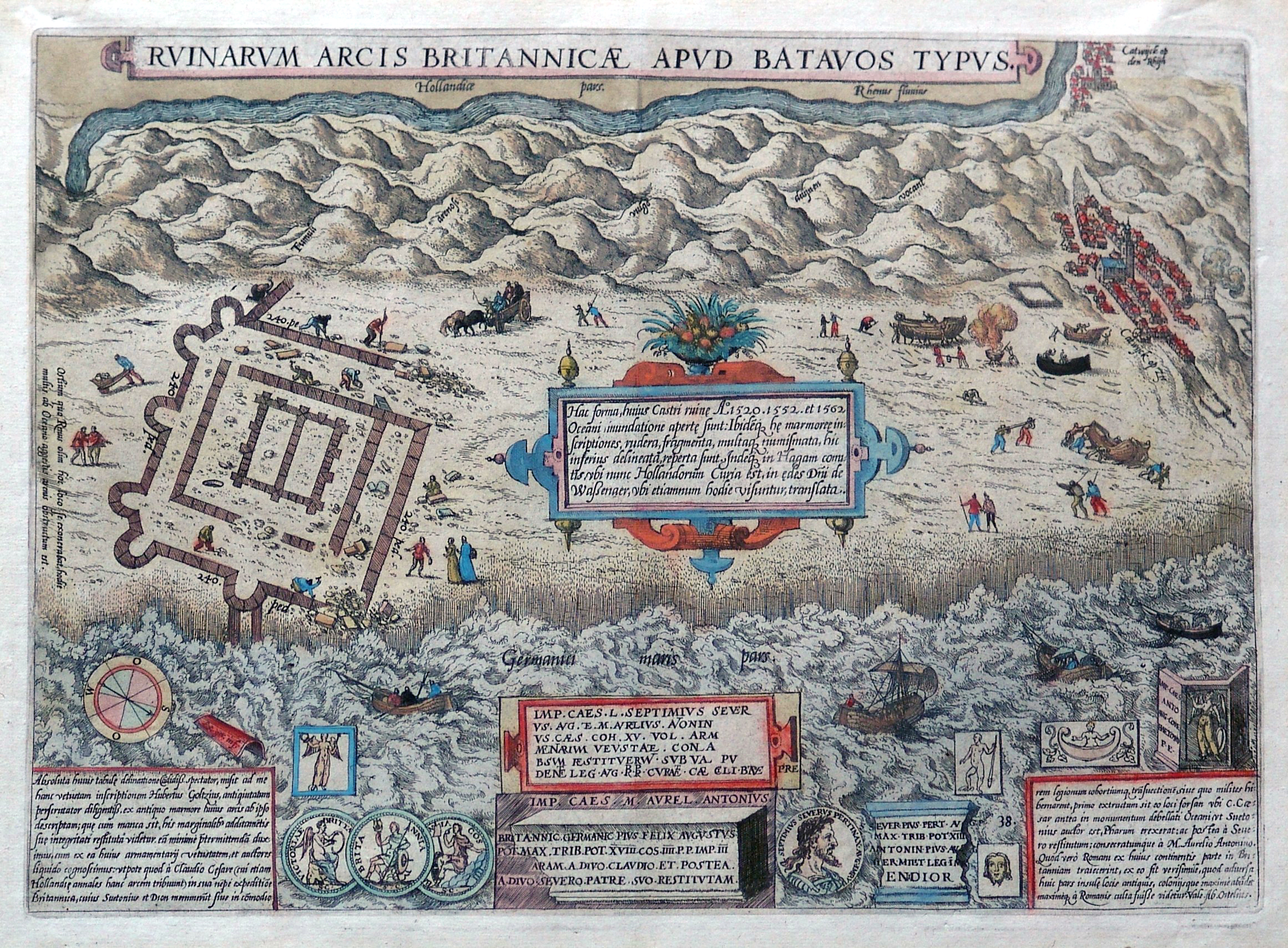
Dessin d'Abraham Ortelius.

Le dessin d'Ortelius — qui date de 1566 — permet d'identifier un bâtiment de forme carrée et qui ressemble fort à un phare sur le modèle du phare d'Ostie, d'une hauteur de 60 mètres et une base de 72 x 72 mètres. La construction est indiquée sur un plan à près de 1 200 m de l'église de Katwijk. 
Il semble qu'après les Romains, le village de Bretten ait été un droit de péage sur le Vieux Rhin. Son ensablement, vers 950 aurait précipité son abandon et la réutilisation de ses pierres. Les pierres calcaires, broyées, constituaient un excellent mortier, le tras, dont la préparation est représentée sur les dessins d'anciennes gravures.
Il semble que la violence de la tempête de novembre 1954 ait définitivement effacé les ruines sans que personne ait pu déterminer sa localisation exacte, faisant entrer le fort de Brittenburg dans les légendes romantiques des Pays-Bas. On ne compte plus depuis les déclarations de témoins aussi invraisemblables que celles du Loch Ness… .

## La Tour de Kalla
Selon l'historien romain Suétone, un phare aurait été construit par l'empereur Caligula dès l'an 40 pour commémorer une victoire sur l'océan.
Les pêcheurs auraient gardé l'habitude, selon la légende, dès qu'ils trouvaient des pierres dans leurs filets, de les appeler les pierres de la tour Kalla (= Caligula ?).